# Komi Kebir
Komi Kebir (in greco Κώμη Κεπήρ? localmente ˈkomi cʰeˈpir; in turco: Büyükkonuk o Komikebir) è un villaggio sito de iure nel distretto di Famagosta di Cipro, situato nella penisola del Karpas, 33 chilometri a nord di Famagosta, e a un'altezza di 90 metri. Komi Kebir è sotto il controllo de facto di Cipro del Nord, e si trova nel distretto di Iskele. Komi Kebir è sempre stato un villaggio misto e fino al 1974 i cristiani hanno sempre costituito la maggioranza. 
Nel 2011, Komi Kebir aveva una popolazione di 812 abitanti.

## Geografia fisica
Büyükkonuk si trova nella penisola del Karpas, 33 chilometri a nord di Famagosta (Gazimağusa), quattro chilometri a est di Livadia (Sazlıköy) e otto chilometri a est del Castello di Kantara.

## Origini del nome
Il nome del villaggio significa "grande insediamento" ed è una combinazione del greco Komi, "insediamento", e dell'arabo Kebir, "grande". Nel 1958 i turco-ciprioti adottarono un nome alternativo, Büyük Konuk, che significa letteralmente "grande ospite" o "ospite distinto".

## Monumenti e luoghi d'interesse

### Architetture religiose
Ai confini del villaggio, ci sono le chiese di San Giorgio, Agios Afksentios e Agios Loukas. Il villaggio ospita anche le antiche chiese della Panagia Kira, di San Giorgio Parouzos, Agios Vasilios (in rovina), Agios Photiou (in rovina) e Santa Caterina (in rovina).

## Società

### Evoluzione demografica
Komi Kebir è sempre stato un villaggio misto e fino al 1974 i cristiani hanno sempre costituito la maggioranza.  Nel corso del XX secolo, la percentuale di greco-ciprioti nella popolazione del villaggio ha oscillato tra il 69% e il 75%. Nel 1960 i greco-ciprioti costituivano quasi il 75% della popolazione.
Nel 1963-4 non ci fu alcuno sfollamento, ma a causa di alcune tensioni, nel 1964 venne istituito un campo dell'UNFICYP nel villaggio.  L'UNFICYP continuò a operare nel villaggio fino al 1974.  Nell'anno scolastico 1973-74, 66 studenti erano iscritti alla scuola primaria greco-cipriota. Molti abitanti greco-ciprioti furono sfollati nell'agosto del 1974,  quando fuggirono dall'avanzata dell'esercito turco verso la parte meridionale dell'isola.  Tuttavia, alcuni greco-ciprioti scelsero di rimanere e rimasero nel villaggio fino all'inizio del 1976.  Jack Goodwin ha registrato che nel novembre del 1975 nel villaggio vivevano ancora circa 155 greco-ciprioti.  Questo numero, tuttavia, diminuì drasticamente in breve tempo. Nel dicembre 1976 non c'era più nessun greco-cipriota nel villaggio. Attualmente, come il resto dei greco-ciprioti sfollati, i greco-ciprioti di Komi Kebir sono sparsi in tutto il sud dell'isola.  La popolazione sfollata di Komi Kebir potrebbe essere stimata in circa 570 persone, dato che nel 1973 la popolazione greco-cipriota era di 562 persone.
Attualmente il villaggio è abitato principalmente dagli abitanti originari turco-ciprioti e da sfollati turco-ciprioti provenienti da villaggi del distretto di Paphos come Axilou, Pitargou, Amargeti e Lapithiou.  Tuttavia, nel 1976 e nel 1977, oltre ai suoi abitanti originari e agli sfollati turco-ciprioti provenienti dal sud, il villaggio ha visto insediarsi alcune famiglie provenienti dalla Turchia.  Secondo il censimento turco-cipriota del 2006, la popolazione totale del villaggio era di 1.109 persone.

## Cultura

### Eventi
Tutti gli anni la seconda domenica di Ottobre si svolge un eco-festival con stand gastronomici che attira visitatori da tutta l'isola.

## Economia
L'economia del villaggio è tradizionalmente basata sull'agricoltura. Dagli anni 2010, Komi Kebir ha puntato sull'eco-turismo.